# Tadej Vesenjak
Tadej Vesenjak, slovenski kantavtor, * 27. januar 1978, Velika Nedelja.
Vesenjak je prleški kantavtor, ki poje v prleščini. Je trikratni nagrajenec kantavtorskega festivala, KantFEST v Rušah ter udeleženec festivalov Lent 2007 in 2008. Njegova besedila so izpovedna, življenjska, družbenokritična in humorna. Glasba je mešanica folka in bluesa z močnim rockovskim pridihom.

## Diskografija
- Samo mrtve ribe plavajo s tokom!, Založba Pivec, 2011 (samozaložba, 2008)
- Naša dejanja odmevajo v večnost, Založba Pivec, 2014